# World Games 2017/Luftsport
Bei den World Games 2017 wurden vom 21. bis 23. Juli 2017 insgesamt drei Wettbewerbe im Luftsport durchgeführt.

## Wettbewerbe und Zeitplan
| Wettbewerbe      | Juli | Juli | Juli |
|                  | 21.  | 22.  | 23.  |
| ---------------- | ---- | ---- | ---- |
| Swooping         |      |      |      |
| Paramotor Slalom |      |      |      |
| Segelkunstflug   |      |      |      |

_ Qualifikation
 Finale

## Ergebnisse

### Swooping
| Platz | Land | Sportler           | Ergebnis |
| ----- | ---- | ------------------ | -------- |
| 1     | USA  | Nicolas Batsch     | 54,000   |
| 2     | USA  | Curtis Bartholomew | 71,000   |
| 3     | UAE  | Cornelia Mihai     | 90,000   |
| 4     | UAE  | Addulbari Quabaisi | 98,000   |
| 5     | USA  | Greg Windmiller    | 100,000  |
| 6     | USA  | Paul Rodriguez     | 104,000  |
| 7     | FRA  | Eric Philippe      | 156,000  |
| 8     | AUS  | Andrew Woolf       | 157,000  |
| 9     | FRA  | Cedric Veiga Rios  | 165,000  |
| 10    | AUS  | Keven Walters      | 180,000  |

### Paramotor Slalom
| Platz | Land | Sportler                    | Ergebnis |
| ----- | ---- | --------------------------- | -------- |
| 1     | POL  | Wojciech Bógdał             | 30       |
| 2     | THA  | Kittiphob Phrommat          | 38       |
| 3     | POL  | Marcin Bernat               | 41       |
| 4     | FRA  | Alexandre Mateos            | 45       |
| 5     | ESP  | Vicente Palmero             | 47       |
| 6     | CZE  | Milan Klement               | 63       |
| 7     | ESP  | Víctor Rodríguez Santamarta | 65       |
| 8     | THA  | Chayaphong Pothipuk         | 73       |
| 9     | FRA  | Nicolas Aubert              | 76       |
| 10    | FRA  | Jérémy Penone               | 78       |

### Segelkunstflug
| Platz | Land | Sportler            | Ergebnis |
| ----- | ---- | ------------------- | -------- |
| 1     | HUN  | Ferenc Tóth         | 9478,40  |
| 2     | ITA  | Luca Bertossio      | 8977,70  |
| 3     | GER  | Eugen Schaal        | 8907,80  |
| 4     | RUS  | Georgij Kaminski    | 8843,10  |
| 5     | HUN  | János Szilágyi      | 8706,80  |
| 6     | USA  | Eric Lentz-Gauthier | 8642,60  |
| 7     | RUS  | Vladimir Ilinskiy   | 8443,90  |
| 8     | AUT  | Siegfried Mayr      | 8429,50  |
| 9     | POL  | Jerzy Makula        | 8129,30  |
| 10    | FRA  | Daniel Serres       | 7850,00  |
| 11    | GER  | Eberhard Holl       | 7463,40  |

## Medaillenspiegel
| Medaillenspiegel | Medaillenspiegel             | Medaillenspiegel | Medaillenspiegel | Medaillenspiegel | Medaillenspiegel |
| Platz            | Land                         | G                | S                | B                | Gesamt           |
| ---------------- | ---------------------------- | ---------------- | ---------------- | ---------------- | ---------------- |
| 01               | Vereinigte Staaten           | 1                | 1                | 0                | 2                |
| 02               | Polen                        | 1                | 0                | 1                | 2                |
| 03               | Ungarn                       | 1                | 0                | 0                | 1                |
| 04               | Italien                      | 0                | 1                | 0                | 1                |
| 04               | Thailand                     | 0                | 1                | 0                | 1                |
| 06               | Deutschland                  | 0                | 0                | 1                | 1                |
| 06               | Vereinigte Arabische Emirate | 0                | 0                | 1                | 1                |
| Total            | Total                        | 3                | 3                | 3                | 9                |